# Imma Monsó i Fornell
Imma Monsó i Fornell (Lleida, Segrià, 1959) és una escriptora catalana en català i professora de llengües estrangeres. Va iniciar la seva trajectòria literària el 1996 amb Si és no és i No se sap mai. Ha rebut premis destacats, com ara, el Prudenci Bertrana (Com unes vacances), el Ramon Llull (La dona veloç) i l’Òmnium (La mestra i la Bèstia). La seva obra, que inclou novel·la i conte, ha estat àmpliament traduïda i ben rebuda per la crítica.

## Obra
- 1996 No se sap mai ISBN 9788429742084
- 1997 Si és no és ISBN 9788488882974
- 1998 Com unes vacances ISBN 9788429744781
- 2001 Tot un caràcter ISBN 9788482642871
- 2003 Millor que no m'ho expliquis ISBN 9788482644486
- 2003 Hi són però no els veus ISBN 9788429753523
- 2004 Marxem, papà. Aquí no ens hi volen ISBN 9788482645247
- 2005 L'escola estrambota ISBN 9788478717606
- 2006 Un home de paraula ISBN 9788478718085
- 2009 Una tempesta ISBN 9788474100518
- 2012 La dona veloç ISBN 9788497082389
- 2016 L'aniversari ISBN 978-84-664-2064-8
- 2020 Germanes ISBN 9788417868987[8]
- 2023 La mestra i la Bèstia ISBN 978-84-339-0175-0[9]

## Assaig
- Caminava[10]

## Premis
- 1996: Premi Ribera d'Ebre de narrativa per Si és no és
- 1998: Premi Prudenci Bertrana a la novel·la Com unes vacances[1]
- 1999: Premi Cavall verd, de l'Associació d'Escriptors en Llengua Catalana a Com unes vacances[1]
- 2004: Premi Ciutat de Barcelona pel llibre Millor que no m'ho expliquis[1]
- 2007: Premi Maria Àngels Anglada a la novel·la Un home de paraula[1]
- 2007: Premi Salambó a la novel·la Un home de paraula[1]
- 2007: Premi Internacional Terenci Moix a la novel·la Un home de paraula[11]
- 2008: Premi Scrivere per amore a Un uomo di parola[1]
- 2012: Premi de les Lletres Catalanes Ramon Llull a La dona veloç[1]
- 2013: Premi El Setè Cel de Salt per La dona veloç[12]
- 2013: Premi Nacional de Cultura a la trajectòria
- 2024: Premi Òmnium a la millor novel·la de l'any per La mestra i la Bèstia[7]
- 2024: Premi Joaquim Amat-Piniella per La mestra i la Bèstia[13]